# 斯万特·佩博
斯万特·佩博（瑞典語：Svante Pääbo，1955年4月20日—），瑞典生物学家、演化遗传学权威专家。作為古遺傳學的創始人之一，他在尼安德特人基因組方面進行了廣泛的研究。現服務於德國馬克斯·普朗克演化人類學研究所暨日本沖繩科學技術大學院大學。
2022年，他被授予諾貝爾生理學或醫學獎，以表彰其在已滅絕古人類基因組和人類演化領域的研究發現有重大貢獻。

## 生平

### 早年
出生于瑞典斯德哥尔摩，是父亲苏恩·伯格斯特龙（1982年诺贝尔生理学与医学奖得主）的私生子，他的母親卡琳·帕博（Karin Pääbo）是愛沙尼亞化學家。佩博有一个同父异母的兄弟Rurik Reenstierna， 也出生於1955年。
他於1986年在乌普萨拉大学獲得博士學位，研究腺病毒的E19蛋白质如何調節免疫系統。1986-1987年在瑞士蘇黎世大學分子生物學研究所II做博士後研究。1987-1990年，佩博在美國加州大學伯克利分校生物化學係從事博士後研究。

### 研究和事業

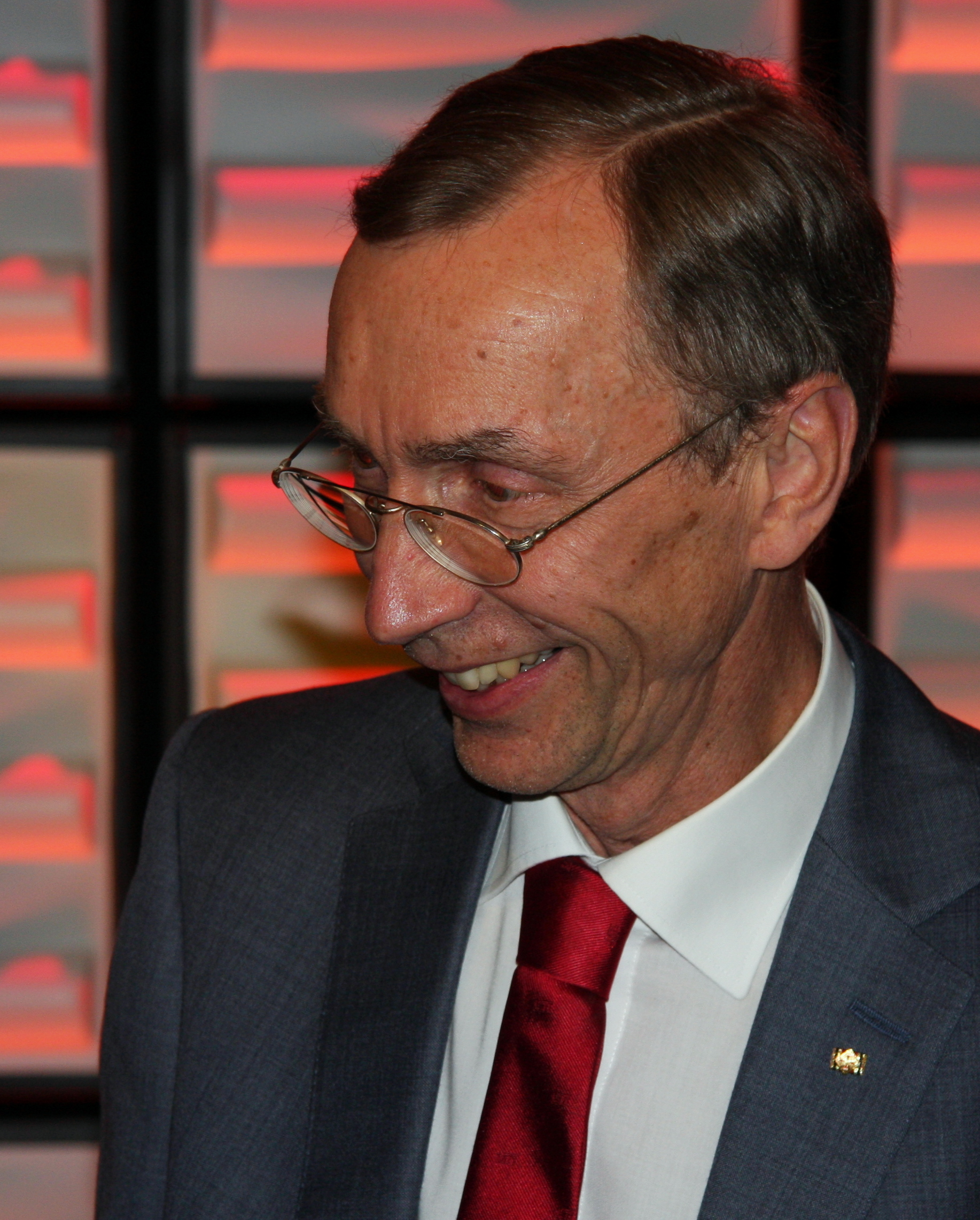
佩博在2014年諾貝爾會議上

佩博被稱為古遺傳學的創始人之一，古遺傳學是一門利用遺傳學方法研究早期人類和其他古代種群的學科。1997年，佩博及其同事報告了他們對尼安德特人线粒体DNA(mtDNA) 的成功測序，該线粒体DNA來源於尼安德河谷費爾德霍夫石窟中發現的一個標本。
2006年，佩博宣布了一項重建尼安德特人整個基因組的計劃。 2007年，他被《时代》年度全球最有影响力百人之一。
2009年2月，在芝加哥舉行的美國科學促進會 (AAAS) 年會上，馬克斯·普朗克演化人類學研究所宣布完成了尼安德特人基因組的初稿。與454生物科学合作對超過30億個鹼基對進行了測序。
2010年3月，他和同事發表了一篇對在西伯利亞丹尼索瓦洞中發現的指骨進行基因分析的論文，結果表明這塊指骨屬於已滅絕的未知人屬，即丹尼索瓦人。這發現使他獲得2022年諾貝爾醫學獎。
佩博曾于1992年获德国科学基金会颁发的戈特弗里德·威廉·莱布尼茨奖。1997年起，一直担任在德國莱比锡的馬克斯·普朗克演化人類學研究所所长。2008年，被《新科学家》评为8位年度科学英雄之一。他还是美国、瑞典等国家科学院院士。

### 私人生活
在他2014年科學書籍／自傳《尼安德塔人：尋找失落的基因組》中，佩博出櫃為雙性戀——他一直以為自己是同性戀，但卻愛上了一個相當「男孩子氣」的女性靈長類學科學家Linda Vigilant。兩人在莱比锡結婚，育有一子一女。

## 著作
- 《尼安德塔人：尋找失落的基因組》

## 获奖与荣誉
- 戈特弗里德·威廉·莱布尼茨奖 （1992）
- 路易斯·簡安特醫學獎（Louis-Jeantet Prize for Medicine） （2005）[1]
- 功勳勳章 （2008）
- 吉斯勒獎（Kistler Prize） （2009）
- 联邦十字勋章 （2009）
- 格鲁伯遗传学奖 （2013）
- 罗蒙诺索夫金质奖章 （2014）
- 皇家学会外籍院士 （2016）[2]
- 生命科学突破奖 （2016）
- 庆应医学奖 （2016）
- 丹·大卫奖 （2017）
- 阿斯图里亚斯女亲王奖 （2018）
- 达尔文-华莱士奖章 （2019）
- 日本国际奖 （2020）
- 諾貝爾生理學及醫學奖 （2022）

## 外部鏈接
- （英文）馬克斯·普朗克學會的斯万特·佩博 （页面存档备份，存于）
- 由Google学术搜索索引的斯万特·佩博出版物
- （英文）Svante Pääbo publications from PubMed
- （英文）MAPPING THE NEANDERTHAL GENOME | Edge.org （页面存档备份，存于） 採訪文章（英文）